# John Love (Politiker)
John Love († 17. August 1822 in Alexandria, Virginia) war ein US-amerikanischer Politiker. Zwischen 1807 und 1811 vertrat er den Bundesstaat Virginia im US-Repräsentantenhaus.

## Leben
Weder das Geburtsdatum noch der Geburtsort von John Love sind überliefert. Er erhielt eine gute Schulausbildung. Nach einem anschließenden Jurastudium und seiner 1801 erfolgten Zulassung als Rechtsanwalt begann er in Alexandria in diesem Beruf zu arbeiten. Gleichzeitig schlug er als Mitglied der Demokratisch-Republikanischen Partei eine politische Laufbahn ein. In den Jahren 1805 bis 1807 saß er im Abgeordnetenhaus von Virginia.
Bei den Kongresswahlen des Jahres 1806 wurde Love im neunten Wahlbezirk von Virginia in das US-Repräsentantenhaus in Washington, D.C. gewählt, wo er am 4. März 1807 die Nachfolge von Philip R. Thompson antrat. Nach einer Wiederwahl konnte er bis zum 3. März 1811 zwei Legislaturperioden im Kongress absolvieren. Ab 1809 war er Vorsitzender des Ausschusses zur Verwaltung des Bundesbezirks District of Columbia. Nach dem Ende seiner Zeit im US-Repräsentantenhaus praktizierte John Love wieder als Anwalt. Von 1816 bis 1820 gehörte er dem Senat von Virginia an. Er starb am 17. August 1822 in Alexandria.